# Parque nacional Monte Cristi
El Parque nacional Monte Cristi es un espacio protegido de la isla caribeña de La Española que se extiende desde las fronteras de Haití a Punta Rucia en Montecristi, República Dominicana específicamente y tiene una superficie de 550 km². Su territorio contiene lagunas costeras, playas, manglares, y una meseta de piedra caliza de unos 237 m (777 pies) desde la cual se puede ver puntos de la costa y las laderas boscosas del lado norte de la meseta.
La zona es muy seca, recibiendo poco más de dos pulgadas de lluvia por año. La enorme meseta proporciona un hábitat para las especies de plantas indígenas llamadas Sabia Montecristini, así como varias especies de reptiles. No hay caminos marcados en el parque.
Es muy conocido por la montaña que tiene en forma de zapato, se conoce con el nombre de "EL MORRO"